# 푸에르토리코계 미국인
푸에르토리코계 미국인(Stateside Puerto Rican)은 미국인 중 푸에르토리코에 뿌리를 둔 사람들을 지칭한다. 미국 내의 푸에르토리코계 미국인 인구는 4,623,716명이며, 스페인어와 영어를 고루 사용한다.

## 같이 보기
- 푸에르토리코의 인구
- 51번째 주
- 푸에르토리코 요리